# تشارلز شنايدر
تشارلز شنايدر (بالإنجليزية: Charles Schneider)‏ هو سياسي أمريكي، ولد في 24 يونيو 1973 في دافنبورت في الولايات المتحدة. حزبياً، نشط في الحزب الجمهوري. وقد انتخب عضو مجلس ولاية آيوا.